# Subaru Levorg

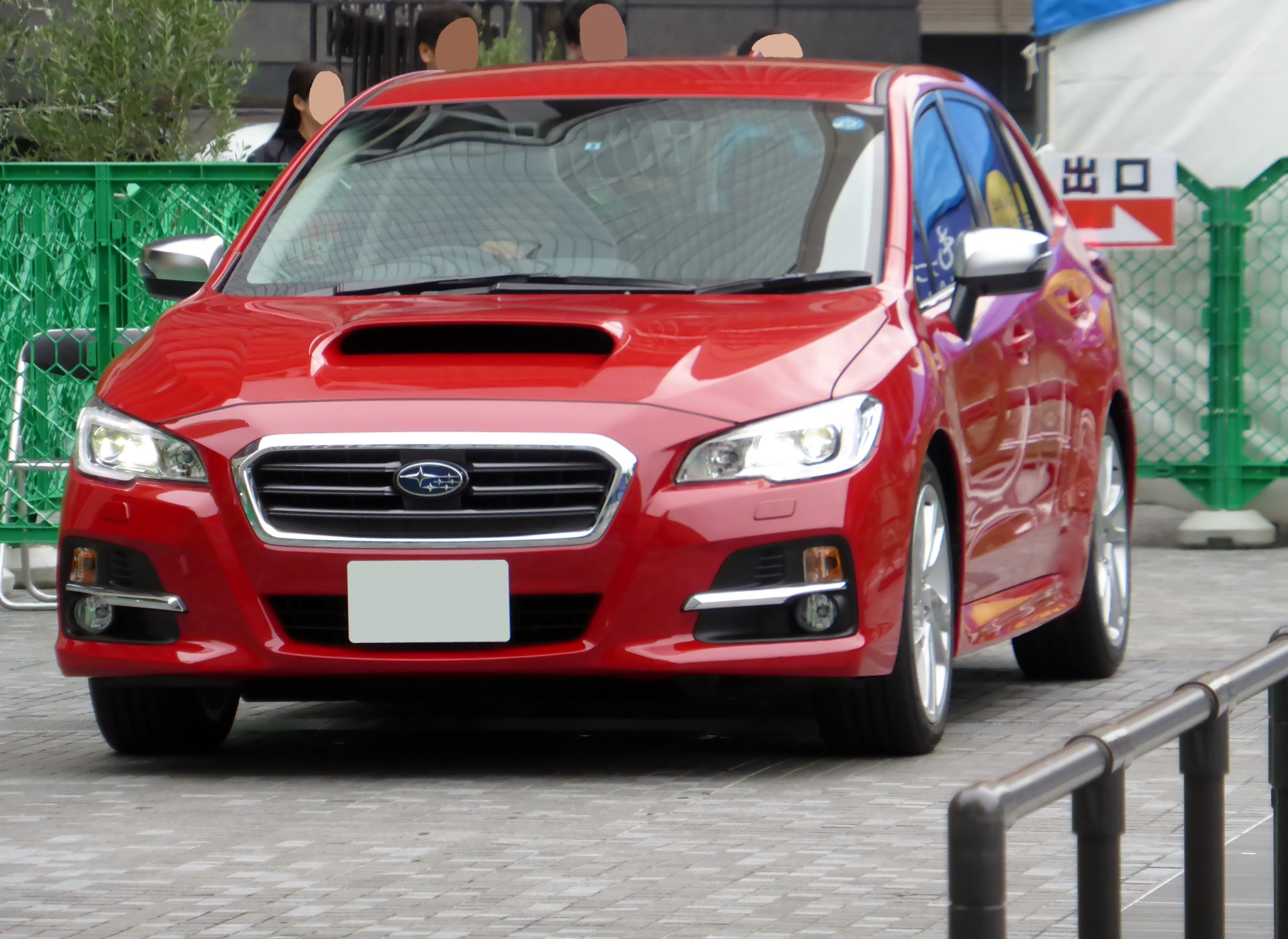
Subaru Levorg

Subaru Levorg är en mellanklassbil som tillverkats sedan 2014 av Subaru. Enligt Subaru är namnet en sammanslagning av tre ord, LEgacy (modellen den ersatte), reVOlution och touRinG. Levorg delar plattform med Impreza och WRX.

## Historik
Levorg visades först som en konceptbil på Tokyo Motor Show i november 2013. Subaru började sälja bilen på japanska marknaden i januari 2014 och bilen började säljas i maj. Februari 2015 öppnades orderböckerna för Levorg på den europeiska marknaden och den hade premiär på Genèvesalongen i mars samma år.

## Specifikationer
På den europeiska marknaden säljs Subaru Levorg endast med en 1,6 liters turbomatad 4-cylindrig boxermotor kombinerad med en CVT-växellåda kallad Lineartronic och fyrhjulsdrift är standard. Motorn har 170 hk. Sedan 2017 års modell har alla Subaru Levorg Subarus säkerhetssystem EyeSight som standard.
I Japan och Australien finns motorn med 300 hk.